# Semivulvulina
Semivulvulina es un género de foraminífero bentónico de la subfamilia Textulariinae, de la familia Textulariidae, de la superfamilia Textularioidea, del suborden Textulariina y del orden Textulariida. Su especie tipo es Textilaria capitata. Su rango cronoestratigráfico abarca desde el Ypresiense (Eoceno inferior) hasta la Mioceno inferior.

## Clasificación
Semivulvulina incluye a las siguientes especies:
- Semivulvulina capitata †
- Semivulvulina dermouti †
- Semivulvulina ihungia †
- Semivulvulina gumbeli †
- Semivulvulina pectinata †
  - Semivulvulina pectinata kollmanni †
- Semivulvulina prisca †
- Semivulvulina waitakia †